# Johan Hedin (musiker)
Lars Göran Johan Hedin, född 10 december 1969 i Virserums församling, Kalmar län, är en svensk musiker som spelar nyckelharpa. Vid sidan av den egna solokarriären medverkar han i grupperna Nyckelharporkestern, Trio Patrekatt, Bazar Blå, Luftstråk, Triptyk, Hazelius Hedin och Silfver. Han har även spelat in skivor tillsammans med Gunnar Idenstam, Pelle Björnlert och Harald Pettersson.

## Biografi
Hedin är uppvuxen i Trekanten utanför Kalmar i Småland. Han började spela fiol och nyckelharpa i tolvsårsåldern och lärde sig behärska instrumenten till stor del genom muntlig tradition.
Hedin spelar både traditionell och mera nyskapande eller experimentell folkmusik. Han experimenterar med olika former av nyckelharpa, ofta med inspiration av äldre tiders instrument. Bland sådana instrument som han spelar finns lutnyckelharpa och tenornyckelharpa. Han har byggt flera av sina nyckelharpor på egen hand.

### 1990-talet
Vid 1990-talets början studerade Hedin folkmusik på Härnösands folkhögskola  Hedin erhöll titeln riksspelman 1992. Under de två nästföljande åren medverkade han på skådespelaren och musikern Milla Jovovichs turné i USA och England.
1995 medverkade Hedin på Nyckelharporkesterns debutalbum Till Eric, där han liksom övrigt bandmedlemmar spelade nyckelharpa. Året efter påbörjade Han studier vid Kungliga Musikhögskolan i Stockholm för Ole Hjorth och Ellika Frisell. Han studerade även komposition för Lars-Erik Rosell, Karin Rehnqvist, Gunnar Valkare och Ola Bengtsson. Som en del av folkmusikgruppen Trio Patrekatt medverkade Hedin 1997 på skivan Adam, gruppens första och enda studioalbum. Skivan innehåller tre kompositioner av Hedin.
1998 utkom Hedin med tre skivor. Han släppte sitt första soloalbum Angel Archipelago, medverkade på Bazar Blås albumdebut Nordic City samt Triptyks självbetitlade debutalbum Triptyk. Han skrev även musik till Daniel Bergmans TV-dokumentär Förhörsledarna.
Året efter, 1999, utkom skivan Skikt, ett samarbete mellan Hedin och folkmusikern Harald Pettersson. Hedin spelade också på skivan Till Isagel, där musikern Martin Bagge tonsatt dikter av Harry Martinson. Han medverkade även på Ale Möllers och Jonas Knutssons skiva Latitudes Crossing.

### 2000-talet
Hedin inledde 2000-talet produktivt och utgavs år 2000 inte mindre än tre skivor: Tripfolk (med Bazar Blå), Byss-Calle (Nyckelharporkestern) samt julskivan Midwinter Night's Mass (med Triptyk).
2001 medverkade han som nyckelharpist på Luftstråks självbetitlade debutalbum Luftstråk och året efter på Sofia Karlssons debutalbum Folk Songs. Förutom att delta som musiker skrev Hedin låten "Vallåtar" tillsammans med Karlsson. 2002 medverkade han som nyckelharpist i musiken till filmen Hus i helvete.
2003 utkom Nyckelharporkesterns tredje studioalbum N.H.O. som grammisnominerades. Samma år släppte Bazar Blå liveskivan Bazar Blå Live. 2004 utkom Hedins andra solalbum Innersta polskan. Samma år utgav Bazar Blå skivan Nysch. Hedin gav även ut skivan Låtar: Swedish Folk Tunes tillsammans med organisten Gunnar Idenstam. Efter två års tystnad utkom skivan Musikanter, polskor och andanter (2006). Skivan spelades in tillsammans med Pelle Björnlert.
2008 utgavs Luftstråks andra studioalbum Siska. Samma år medverkade han som nyckelharpist i musiken till filmen Arn - riket vid vägens slut. 2009 utkommer Bazar Blås fjärde studioalbum Lost. Samma år medverkade Hedin på Esbjörn Hazelius debutalbum Blunda och du ska få se.

### 2010-talet

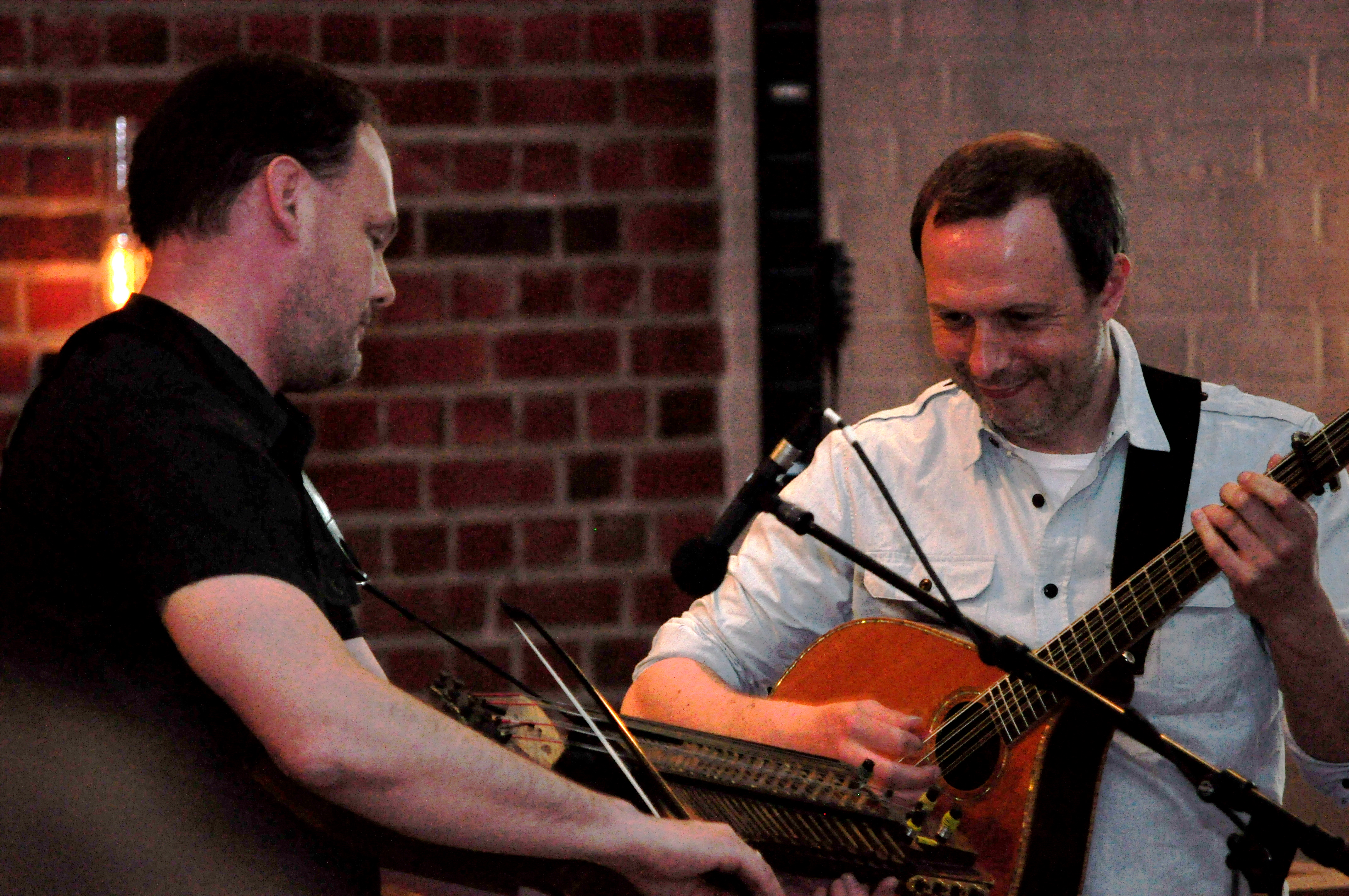
Johan Hedin och Esbjörn Hazelius vid en konsert i Östra Eds kyrka i juni 2013.

2010-talet inleddes för Hedins del med att albumet Låtar II: Swedish Folk Tunes gavs ut. Skivan var Hedins andra tillsammans med Idenstam. Året efter släpptes Hazelius Hedins debutskiva Om du ville människa heta.
I maj 2012 släppte Hedin skivan Silfver tillsammans med den nybildade folkmusikgruppen Silfver. Den 24 juli 2012 medverkade Hedin i Tomas Ledins konsert i TV-programmet Allsång på Skansen, där han tillsammans med Ledin och Esbjörn Hazelius framförde låten "Blå, blå känslor". Samma år utgavs även livealbumet Live Concert in Paris, inspelat i Paris 2011 tillsammans med Björnlert och Erik Pekkari. Hedin spelade även på Emilia Ampers debutalbum Trollfågeln. 2013 medverkade han på Ledins konceptalbum Höga kusten. Skivan belönades med en Grammis 2014 i kategorin årets folkmusik/visa.

## Familj
Johan Hedin är gift med Märta Hedin, som även hon spelar nyckelharpa. De har tre barn tillsammans: Manda, Isak och Meja. Märta Hedin är dotter till Pelle Björnlert.
Märta och Johan Hedin bor i byn Vråka i Västerviks kommun.

## Diskografi
Bazar Blå
- 1998 – Nordic City
- 2000 – Tripfolk
- 2003 – Live
- 2004 – Nysch
- 2009 – Lost
- 2016 – Twenty
- 2020 – Malmö 1999

Björnlert - Hedin
- 2006 – Musikanter, polskor och andanter (med Pelle Björnlert)

Björnlert - Hedin - Pekkari
- 2012 – Live Concert in Paris (med Pelle Björnlert och Erik Pekkari)

Hazelius - Hedin
- 2011 – Om du ville människa heta (med Esbjörn Hazelius)
- 2014 – Sunnan (med Esbjörn Hazelius)
- 2018 – Jorland (med Esbjörn Hazelius)
- 2022 - Silverdalen (med Esbjörn Hazelius)

Hedin - Idenstam
- 2004 – Låtar: Swedish Folk Tunes (med Gunnar Idenstam)
- 2010 – Låtar II: Swedish Folk Tunes (med Gunnar Idenstam)

Hedin - Pettersson
- 1999 – Skikt (med Harald Pettersson)

Luftstråk
- 2008 – Siska

Nyckelharporkestern
- 1995 – Till Eric
- 2000 – Byss-Calle
- 2003 – N.H.O.

Silfver
- 2012 – Silfver

Solo
- 1998 – Angel Archipelago
- 2004 – Innersta polskan

Trio Patrekatt
- 1997 – Adam

Triptyk
- 1998 – Triptyk
- 2000 – Midwinter Night's Mass